# Iochdar Church
Die Iochdar Church, auch Eochar Church, ist ein ehemaliges Kirchengebäude der presbyterianischen Church of Scotland auf der schottischen Hebrideninsel South Uist. 2001 wurde das Gebäude in die schottischen Denkmallisten in der Kategorie C aufgenommen.

## Geschichte
Die Iochdar Church wurde im Jahre 1889 errichtet. Für ihren Entwurf zeichnet der in Oban ansässige schottische Architekt David Mackintosh verantwortlich. Es handelt sich um das letzte verzeichnete Planungsobjekt des im Alter von 41 Jahren verstorbenen Architekten. 1956 besuchte Konigin Elisabeth mit ihrem Gemahl die Kirche, woran eine Gedenkplakette erinnert. 2001 war die Kirche noch in Nutzung. 2010 wurde das Gebäude in das Register gefährdeter denkmalgeschützter Bauwerke in Schottland aufgenommen. Zu dieser Zeit war die Innenausstattung bereits teilweise entfernt worden. Ab 2015 wurde die Iochdar Church zum Verkauf angeboten. 2020 wurde ein Antrag zur Nutzung als Wohngebäude positiv beschieden. Der Zustand des Gebäudes wurde zuletzt als gut bei gleichzeitig geringer Gefährdung eingestuft.

## Beschreibung
Die Kirche befindet sich inmitten der Streusiedlung Iochdar (auch Eochar) nahe der Nordküste South Uists. Ihr Mauerwerk ist aus grob zu Quadern behauenem Feldstein aufgemauert. Die Südfassade der länglichen Saalkirche ist mit Harl verputzt. Aus der Ostfassade tritt links ein kleiner Anbau mit dem Portal heraus. Auf seinem Giebel ist ein schlichtes Kreuz aus Eisen installiert. Des Weiteren sind zwei Zwillingsfenster mit holzgerahmten Maßwerken in die Fassade eingelassen. Sie entsprechen gestalterisch den drei Fenstern der Westfassade. Während die nordexponierte Giebelseite mit einem Drillingsfenster ausgeführt ist, findet sich am Südgiebel ein schlichtes längliches Sprossenfenster. Die Iochdar Church schließt mit einem Satteldach, das mit Schiefer aus Ballachulish eingedeckt ist. Eine Feldsteinmauer mit schlichter Pforte umfriedet das Areal.